# 尼泊尔大臣会议
尼泊尔大臣会议（或称联邦行政机构）是尼泊尔联邦政府的行政机构，总理是大臣会议主席。现任尼泊尔总理是普什帕·卡迈勒·达哈尔。